# Sanctuaire marial de Ziteil
Le sanctuaire marial de Ziteil est un sanctuaire catholique et un lieu de pèlerinage marial situé sur le versant oriental de la montagne du Piz Curvér dans la commune de Surses (anciennement Salouf) en Suisse. 
Ce sanctuaire se trouve à 2 433 mètres d'altitude et constitue à ce jour le lieu de pèlerinage marial le plus élevé de Suisse et d'Europe.
Le contenu du message de Ziteil porte sur la prière et le repentir.

## Description du sanctuaire
Le sanctuaire est composé d’une église et d’une maison de pèlerins, permettant de loger jusqu’à 150 personnes. En raison de la météo, le sanctuaire n'est ouvert que pendant les mois de juillet, août et septembre.

## Histoire
Le sanctuaire vise à préserver et commémorer les événements qui ont conduit à sa fondation à savoir les apparitions de la Vierge Marie à deux bergers.
En juin 1580, une femme vêtue de blanc serait apparue à une jeune fille de 18 ans qui ramassait du bois dans la forêt de la commune de Salouf (aujourd'hui Surses) et lui aurait dit: « Va et dis aux gens d’Oberhalbstein (de) qu’ils ont bien trop péché. S’ils ne s’amendent pas, Dieu les punira sévèrement, de sorte que non seulement les fruits des champs dessécheront, mais que tous ses habitants mourront. Je ne peux plus intercéder auprès de mon Fils pour ce peuple ». Cependant la jeune fille de peur de ne pas être crue n'osa rien dire à personne. Le lendemain la Vierge Marie lui serait de nouveau apparue lui indiquant qu’elle ne devait pas avoir peur de dire aux gens de se repentir et de faire des processions avec la croix.
Huit jours après qu'une procession eut été organisée sur le lieu de la première apparition, la Vierge Marie, toujours vêtue de blanc, serait apparue à Ziteil (situé sur le flanc du Piz Curvér) à un berger 16 ans lui indiquant qu'il est nécessaire que le peuple se convertisse sincèrement et continue à faire des processions.
Des processions sont organisées et une petite chapelle est construite. Agrandie, elle fait aujourd'hui place au sanctuaire.
De 1919 à 1936, Alexander Lozza (de), prêtre capucin et poète suisse, fut le gardien du sanctuaire de Zitel.

## Galerie

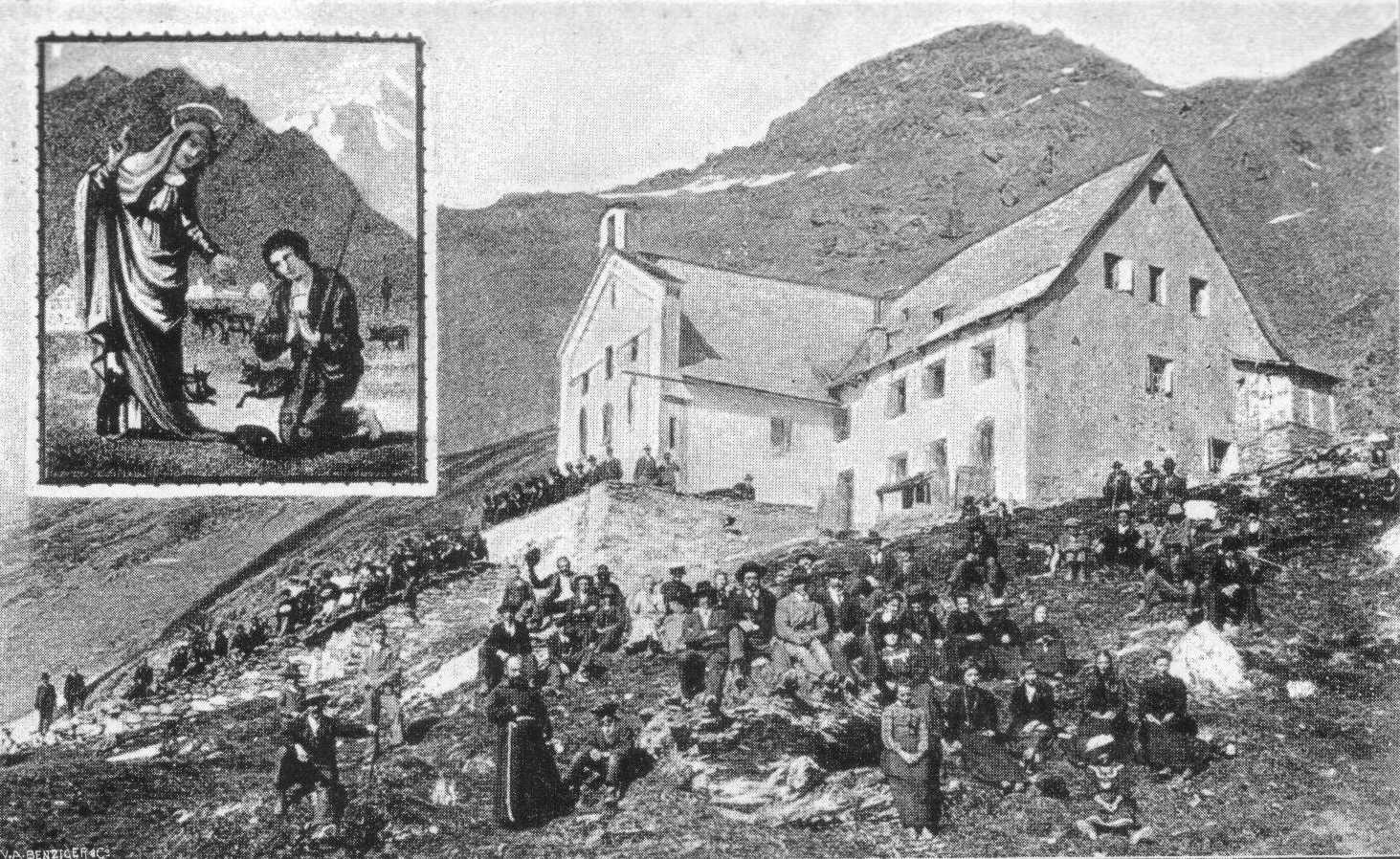
Vue extérieure avant 1918.
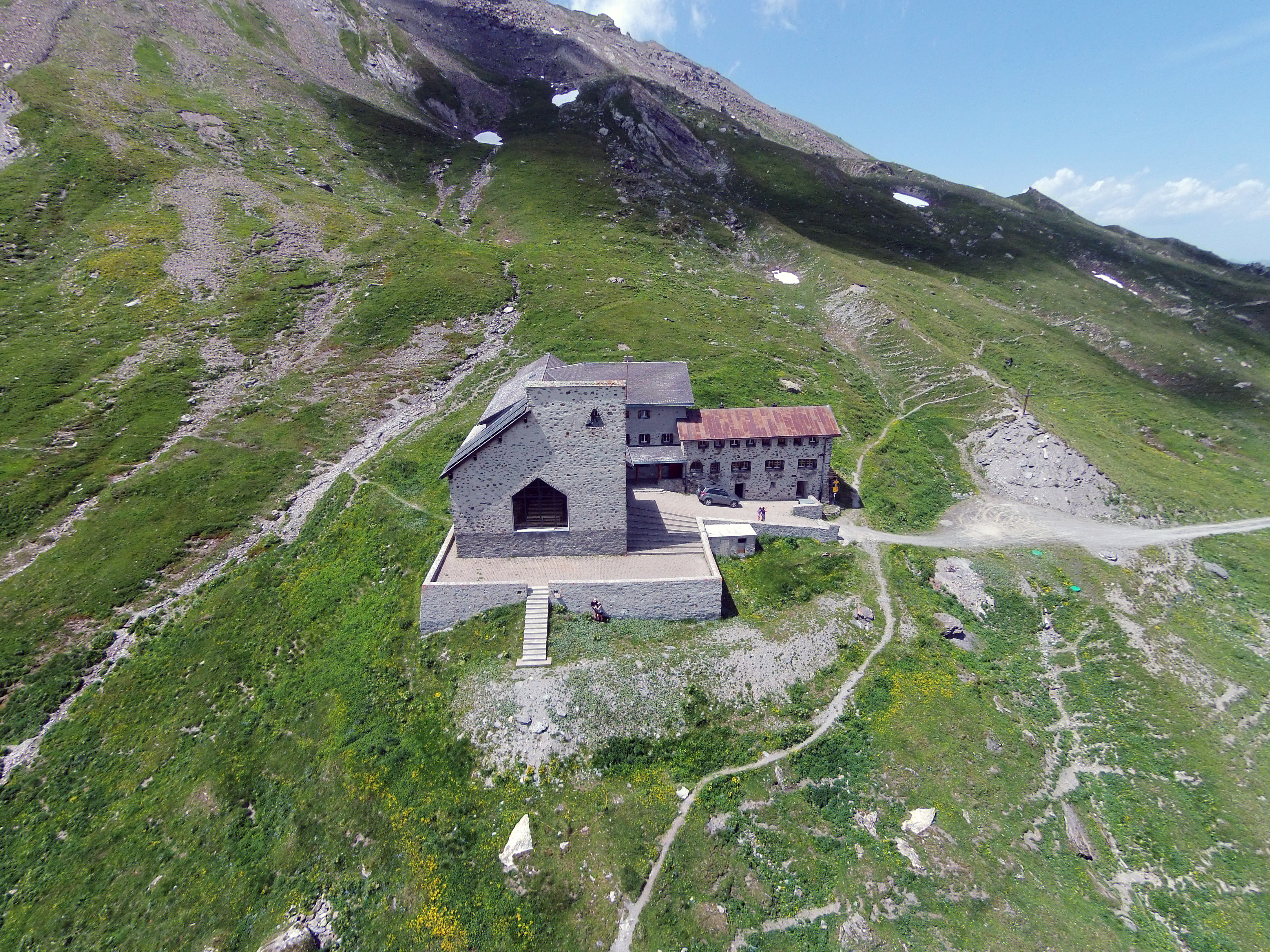
Vue aérienne du sanctuaire.
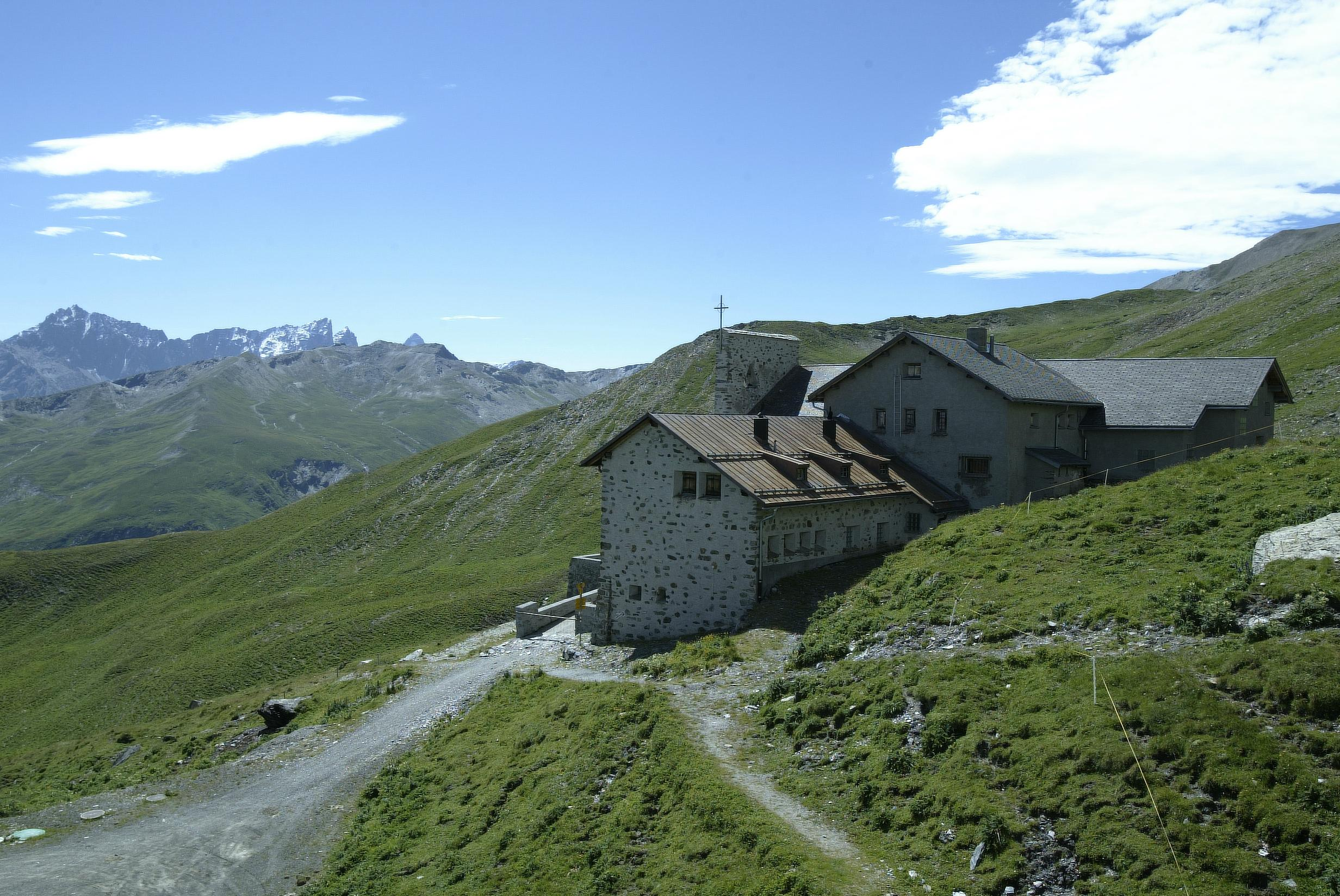
Sanctuaire de Zitel.
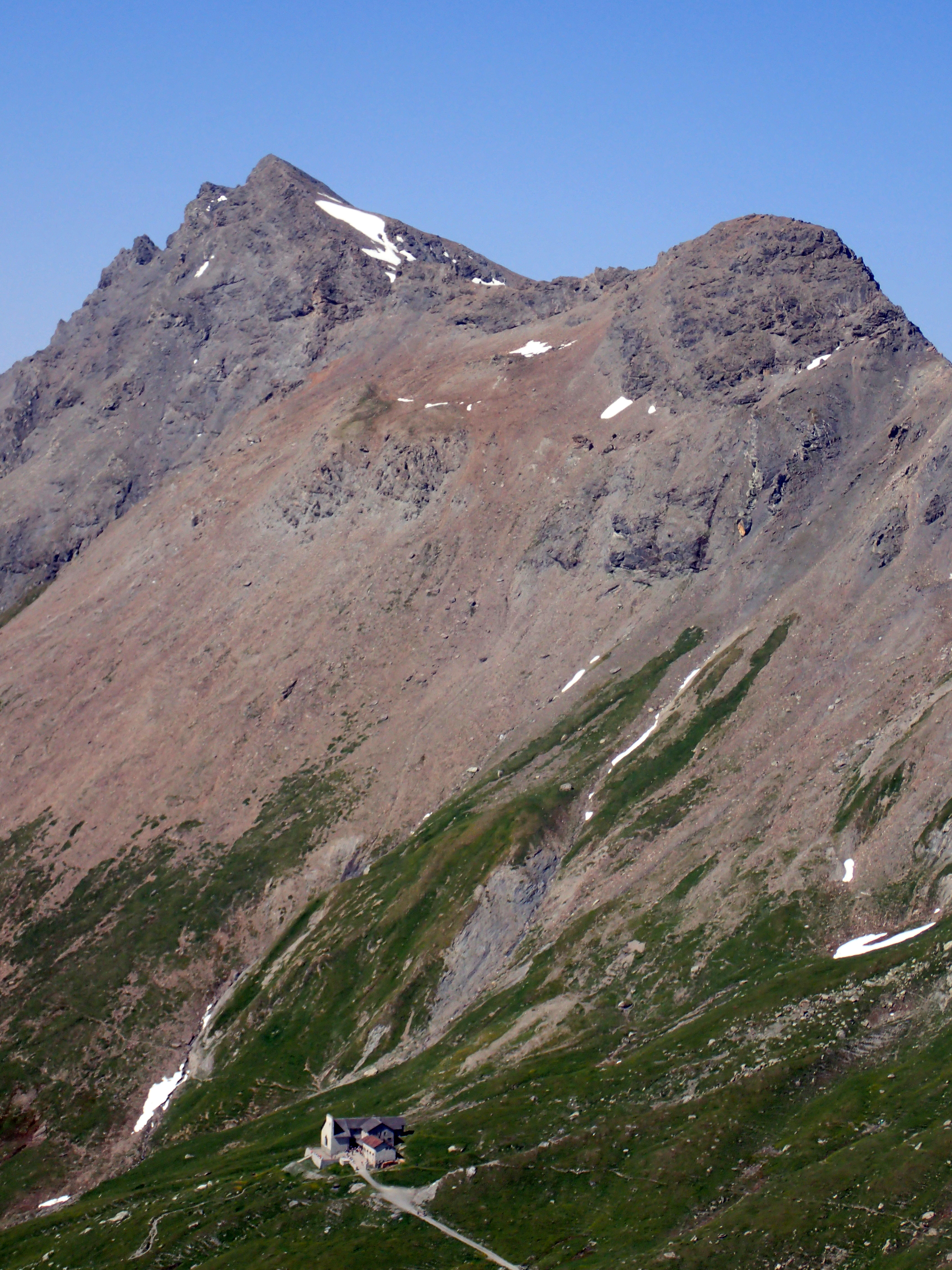
Sanctuaire de Zitel.